# Pope Air Force Base
Pope AFB is een plaats (census-designated place) in de Amerikaanse staat North Carolina zo'n 20 km ten westen van de stad Fayetteville, en valt bestuurlijk gezien onder Cumberland County genaamd naar de voormalige United States Air Force vliegbasis op de locatie, die evenwel werd overgedragen aan gezamenlijk beheer van USAF en het United States Army als Pope Army Field, later Pope Field.
Pope Field, zoals de militaire basis en vliegbasis tegenwoordig wordt aangeduid, is de thuisbasis van het Joint Special Operations Command.

## Demografie
Bij de volkstelling in 2000 werd het aantal inwoners vastgesteld op 2583.

## Geografie
Volgens het United States Census Bureau beslaat de plaats een oppervlakte van
7,4 km², geheel bestaande uit land.

## Plaatsen in de nabije omgeving
De onderstaande figuur toont nabijgelegen plaatsen in een straal van 24 km rond Pope AFB.